# Scottish Football League First Division
Scottish Football League First Division var den andra nivån i det skotska seriesystemet i fotboll mellan 1975 och 2013. 

## Vinnare
| Säsong    | Vinnare                          | Tvåa                 |
| --------- | -------------------------------- | -------------------- |
| 1998-1999 | Hibernian                        | Falkirk              |
| 1999-1900 | St Mirren                        | Dunfermline Athletic |
| 2000-01   | Livingston                       | Ayr United           |
| 2001-02   | Partick tistel                   | Airdrieonians        |
| 2002-03   | Falkirk                          | clyde                |
| 2003-04   | Inverness Caledonian Thistle     | clyde                |
| 2004-05   | Falkirk (2)                      | St Mirren            |
| 2005-06   | St Mirren (2)                    | St Johnstone         |
| 2006-07   | Gretna                           | St Johnstone         |
| 2007-08   | Hamilton Academical              | Dundee               |
| 2008-09   | St Johnstone                     | Partick tistel       |
| 2009-10   | Inverness Caledonian Thistle (2) | Dundee               |
| 2010-11   | Dunfermline Athletic             | Raith Rovers         |
| 2011-12   | Ross County                      | Dundee               |
| 2012-13   | Partick Thistle (2)              | Greenock Morton      |